# Álvaro García Hurtado
Álvaro Desiderio García Hurtado (22 de marzo de 1954) es un economista y político chileno, exministro de Estado de dos presidentes de la República de su país.

## Familia y estudios
Su padre fue Álvaro García Álamos, militante democratacristiano de larga trayectoria que llegó a ser gerente general de la estatal Empresa Nacional del Petróleo (Enap), y su madre Raquel Hurtado Torrealba.
Estudió en el Saint George's College de Santiago y luego ingeniería comercial en la Universidad Católica de Chile. Posteriormente realizó un Master of Arts en la Universidad de Maryland y un Ph.D en la Universidad de California en Berkeley, motivado por el economista estadounidense Lovell Jarvis.
Es naturista, practicante del yoga y actualmente reside en El Arrayán, en el sector alto de la capital, con sus hijos (dos de su primer matrimonio, uno del segundo y una hija de su esposa) y su segunda mujer, la argentina Cecilia Dellacasa.

## Trayectoria política
Es militante del Partido por la Democracia (PPD) (desde los quince años estuvo en el MAPU y después en Convergencia Socialista) y se desempeñó como subsecretario de Planificación y Cooperación durante el gobierno de Patricio Aylwin, desde 1990 hasta 1993. Ejerció como ministro de Economía de 1994 a 1998, año en el que presentó su renuncia. Ejerció en Energía del 5 de enero al 31 de julio de 1998.
Posteriormente se dedicó a trabajar en la Fundación Chile 21 como vicepresidente y en la campaña presidencial de Ricardo Lagos. Fue designado por el electo presidente como ministro secretario general de la Presidencia, asumiendo el cargo el 11 de marzo de 2000.
Tras dejar el ministerio en el año 2002, se desempeñó como directivo de empresas, entre ellas como presidente de la aseguradora Le Mans, filial del grupo Inverlink. Este conglomerado empresarial se vio involucrado en un escándalo financiero que estalló en 2003, producto de un fraude al Banco Central de Chile y a la Corporación de Fomento de la Producción (Corfo).

 A pesar de no haber estado involucrado fue juzgado y declarado inocente. En agosto de 2004, fue nombrado embajador chileno en Suecia.
Participó en las elecciones municipales de 2008 por la alcaldía de Cerro Navia, en la capital.

## Historial electoral

### Elecciones municipales de 2008
- Elecciones municipales de 2008, para la alcaldía de Cerro Navia [18]

| Candidato             | Pacto                           | Partido | Votos  | %     | Resultado |
| --------------------- | ------------------------------- | ------- | ------ | ----- | --------- |
| Luis Plaza Sánchez    | Alianza                         | RN      | 28 400 | 52,15 | Alcalde   |
| Álvaro García Hurtado | Concertación Progresista        | PPD     | 21 411 | 39,31 |           |
| Antonio Lagos Vidal   | Independientes (Fuera de pacto) | Indep.  | 4647   | 8,53  |           |